# غريغور روبرتسون (سياسي)
غريغور روبرتسون هو رائد أعمال وفلاح وسياسي كندي، ولد في 18 سبتمبر 1965 في كندا. حزبياً، نشط في الحزب الديمقراطي الجديد في كولومبيا البريطانية ‏. وقد انتخب عمدة فانكوفر (8 ديسمبر 2008 – 5 نوفمبر 2018).